# 皮什基夫齊
49°3′20″N 25°26′5″E / 49.05556°N 25.43472°E

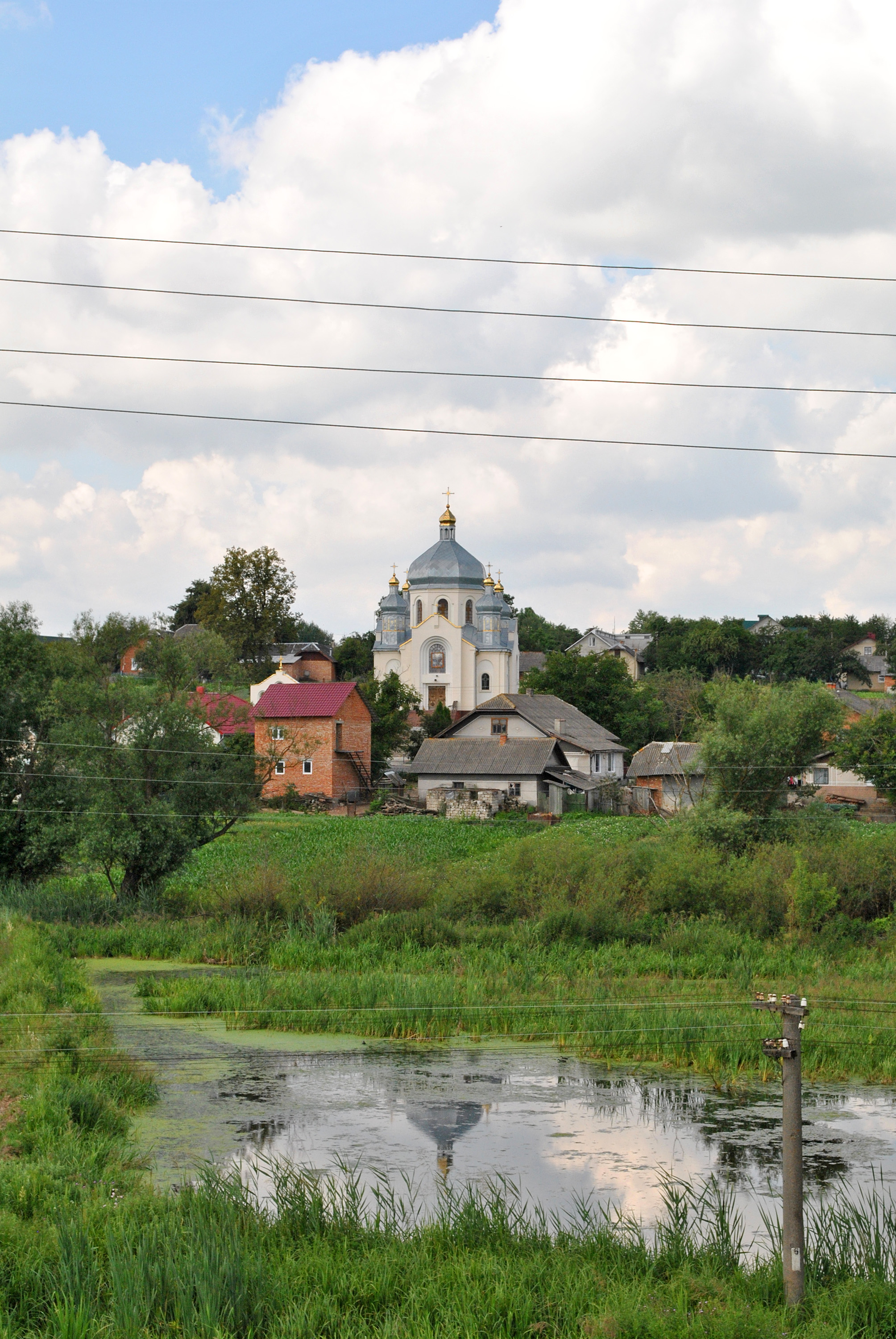

皮什基夫齊（烏克蘭語：Пишківці）是位於烏克蘭西部特諾皮爾州裏喬爾特基夫區的村莊，面積3.04平方公里，人口1,200，人口密度每平方公里421.1人。